# Rainer Kahsnitz
Rainer Kahsnitz (Schneidemühl, 5 settembre 1936) è uno storico dell'arte tedesco.
Dal 1956 al 1960/61 Kahsnitz ha studiato giurisprudenza, storia dell'arte e archeologia classica nelle università di Colonia, Vienna e Bonn. La sua principale area d'interesse è l'arte gotica medievale e rinascimentale, nell'area specifica di lingua e tradizione tedesca. 
Kahsnitz ha lavorato dal 1971 al 1993 presso il Museo Nazionale Germanico di Norimberga, negli ultimi anni come curatore principale, e dal 1993 fino al pensionamento nel 2001 al Museo Nazionale Bavarese di Monaco, sempre come curatore principale. 
Dal 1988 è professore onorario all'Università di Augusta per la storia dell'arte medievale. Kahsnitz è membro dell'Accademia delle scienze e della letteratura di Magonza.